# Wilhelmshöh (Züssow)
Wilhelmshöh ist eine Wüstung im Ortsteil Ranzin der Gemeinde Züssow des Amtes Züssow im Landkreis Vorpommern-Greifswald in Mecklenburg-Vorpommern.

## Geographie
Der Ort liegt zwei Kilometer südwestlich von Ranzin und fünf Kilometer südwestlich von Züssow. Die Nachbarorte sind Ranzin im Nordosten, Wolfradshof, Ausbau und Schmatzin im Südosten, Lüssow im Süden, Glödenhof im Südwesten sowie Gribow im Nordwesten.

## Geschichte
Wilhelmshöh wurde 1848 erstmals als „Wilhelmshöhe“ genannt. Es wurde als Vorwerk zu Ranzin durch den Gutsherren Wilhelm von Homeyer angelegt und nach diesem dann offiziell als Wilhelmshöh benannt. 1964 wurde der Ort als solcher aufgegeben, die Häuser verfielen und wurden später abgeräumt. Jetzt ist an Stelle des Vorwerks und des Ortes nur noch eine Lagerhalle für Kartoffeln.